# ワシントン・ナショナルズ (アメリカン・アソシエーション)
ここでは1884年にアメリカ合衆国ワシントンD.C.を本拠地とし、アメリカン・アソシエーションに加盟していたワシントン・ナショナルズ (Washington Nationals)について記述する。後述の通り、ワシントン・ステイツメン (Washington Statemen)とも呼ばれていた。

## 球団史
球団は1884年に結成されアメリカン・アソシエーションに加盟したが、同じ年に創設されたユニオン・アソシエーションの方にも別の「ワシントン・ナショナルズ」が加盟して活動していた。判り辛かったためか、チームは「ワシントン・ステイツメン（Washington Statemen）」とも名乗っていた。
チームの主力打者は新人のフランク・フェネリー、投手は前年ピッツバーグで投げていたボブ・バーを雇い入れた。バーはチーム最多の9勝を挙げたが、打つ方が打率.200と全く打てず、通算成績は12勝51敗。勝率はこの年の参加チーム中最低となり、チームはシーズン途中の8月に解散。球団はリッチモンドに移り、リッチモンド・バージニアンズとして残り日程をこなすことになった。

## 戦績
| 年度   | リーグ | 試合 | 勝利 | 敗戦 | 勝率 | 順位 | 監督                                  | 本拠地        |
| ------ | ------ | ---- | ---- | ---- | ---- | ---- | ------------------------------------- | ------------- |
| 1884年 | AA     | 63   | 12   | 51   | .190 | 13位 | ホリー・ホリングステッド ビッカーソン | Athletic Park |

## 所属した主な選手
- フランク・フェネリー：ワシントンでデビュー。1885年に最多打点を記録。
- ボブ・バー：投手。通算49勝98敗、防御率3.83

## 主な球団記録
- チーム最高打率：.292（フランク・フェネリー）
- チーム最多安打：75（フランク・フェネリー）
- チーム最多勝利：9（ボブ・バー）